# Eudule orilochia
Eudule orilochia är en fjärilsart som beskrevs av Druce 1885. Eudule orilochia ingår i släktet Eudule och familjen mätare. Inga underarter finns listade i Catalogue of Life.